# Pischanka
Pischanka (russisch Пижа́нка) ist eine Siedlung städtischen Typs in der Oblast Kirow in Russland mit 3875 Einwohnern (Stand 14. Oktober 2010).

## Geographie
Der Ort liegt knapp 150 km Luftlinie südsüdwestlich des Oblastverwaltungszentrums Kirow am namensgebenden Flüsschen Pischanka, das über den Isch zur Pischma abfließt.
Pischanka ist Verwaltungszentrum des Rajons Pischanski sowie Sitz der Stadtgemeinde Pischankskoje gorodskoje posselenije. Zur Gemeinde gehören neben der Siedlung 21 Dörfer, von denen nur drei mehr als 100 Einwohner haben (Stand 14. Oktober 2010): Bolschoi Jasnur (5 km östlich), Kaschnur (7 km südöstlich) und Mari-Oschajewo (5 km südwestlich).

## Geschichte
Der Ort geht auf ein im 17. Jahrhundert am Handelsweg von Jaransk nach Kukarka (heute Sowetsk) errichtetes Gasthaus zurück. 1693 wurde dort eine Kirche für die umliegenden Ansiedlungen errichtet, um die ein Dorf wuchs, das nach dem Fluss benannt wurde. In Folge gehörte es zum Ujesd Jaransk des Gouvernements Wjatka und wurde 1873 Sitz einer Wolost.
Am 10. Juni 1929 wurde die Wolost zu einem gleichnamigen Rajon mit Sitz in Pischanka erweitert. 1969 erhielt der Ort den Status einer Siedlung städtischen Typs.

### Bevölkerungsentwicklung
| Jahr | Einwohner |
| ---- | --------- |
| 1926 | 266       |
| 1939 | 1166      |
| 1970 | 2630      |
| 1979 | 3509      |
| 1989 | 4164      |
| 2002 | 4022      |
| 2010 | 3875      |

Anmerkung: Volkszählungsdaten

## Verkehr
Durch Pischanka verläuft die Regionalstraße 33R-008, die von Kirow über die Rajonzentren Werchoschischemje und Sowetsk kommend weiter in das gut 40 km westsüdwestlich gelegene  Jaransk an der föderalen Fernstraße R176 Wjatka Tscheboksary – Joschkar-Ola – Kirow – Syktywkar führt. In Jaransk befindet sich auch die nächstgelegene Bahnstation, Endpunkt einer Strecke von Selenodolsk bei Kasan über Joschkar-Ola.